# Harold Ridley
Sir Nicholas Harold Lloyd Ridley (* 10. Juli 1906 in Kibworth Harcourt, Leicestershire; † 25. Mai 2001 in Salisbury, Wiltshire) war ein britischer Augenarzt. 
Er implantierte am 29. November 1949 im St. Thomas Hospital in London einem Patienten die erste künstliche Augenlinse (Intraokularlinse). Er verwendete dazu Acrylglas. Harold Ridley wurde auf die Biokompatibilität dieses Materials dadurch aufmerksam, dass Splitter aus den durch Beschuss zerstörten Cockpitfenstern von Jagdflugzeugen in die Augen der Piloten ohne Fremdkörperreaktion einheilten. Diese Operation ist heute ein weit verbreitetes Verfahren, war aber damals eine medizinische Sensation. 1959 wurde die Implantation der Ridley-Linse wegen zu hoher Komplikationsraten aufgegeben und man erforschte andere Formen der künstlichen Augenlinsen.
Am 9. Februar 2000 wurde er zum Knight Bachelor geschlagen.